# 三重県立特別支援学校東紀州くろしお学園
三重県立特別支援学校東紀州くろしお学園（みえけんりつ とくべつしえんがっこう ひがしきしゅうくろしおがくえん）は、三重県熊野市金山町にある公立特別支援学校。南牟婁郡御浜町にある三重県立紀南高等学校の有明寮への移転計画があったが。2017年4月本校が熊野市金山町に移転した。

## 概要
本校と、旧三重県立尾鷲高等学校光が丘校舎内に「おわせ分校」がある。知的障害及び肢体不自由部門を併設する。

## 所在地
本校
- 三重県熊野市金山町2496

北緯33度52分38.434秒 東経136度3分4.865秒 / 北緯33.87734278度 東経136.05135139度
おわせ分校
- 三重県尾鷲市光が丘28-61

北緯34度3分51.3秒 東経136度10分27.3秒 / 北緯34.064250度 東経136.174250度

## 通学区域
- 本校 - 熊野市、南牟婁郡
- おわせ分校 - 尾鷲市、北牟婁郡

## 交通
本校
- JR東海紀勢本線 熊野市駅より南紀広域バス熊野古道瀞流荘線「金山集会所前」下車徒歩約20分。タクシーで熊野市駅から約13分

おわせ分校
- JR東海紀勢本線 尾鷲駅より徒歩25分。または同駅より尾鷲市ふれあいバスにて「光ヶ丘」バス停下車、徒歩3分。

## 沿革
- 1988年（昭和63年）4月1日 - 三重県立度会養護学校紀州分校（熊野教室・尾鷲教室）が開校。
- 1993年（平成5年）4月 - 熊野分校・尾鷲分校に改称。それぞれの分校に高等部を設置。
- 1994年（平成6年）9月 - 熊野分校の高等部が木本小学校に移転。
- 1999年（平成11年）4月1日 - 熊野分校が三重県立養護学校東紀州くろしお学園として分離開校。尾鷲分校は同校に移管し「おわせ分校」となる。
- 2007年（平成19年）4月 - 校名を、三重県立特別支援学校東紀州くろしお学園に改称。
- 2009年（平成21年）4月 - おわせ分校が、尾鷲小学校から前・尾鷲高校光が丘校舎（旧・尾鷲工業高校管理棟）に移転。
- 2017年（平成29年）4月 - 本校が現在地に新築移転。本校の小中高が1校舎に統合。